# Artéria frênica superior
A artéria frênica superior é um ramo da aorta torácica.